# Љубиша Крунић
Љубиша Крунић (Требиње, 15. април 1965) српски је политичар. Функционер је Партије демократског прогреса.

## Биографија
Љубиша Крунић, рођен je 15.04.1965. године у Требињу. По занимању је дипломирани правник и запослен је у Ј.П. „Водовод“ А.Д. Требиње.
Члан је Предсједништва Партије демократског прогреса и предсједник Регионалног одбора ИЈ 9.
Два пута је биран за одборника у Скупштини града Требиње.
Ожењен је и отац двоје дјеце.